# 前海健康
前海健康控股有限公司（英語：Qianhai Health Holdings Limited，港交所：0911），簡稱前海健康控股、前海健康。前稱「恒發洋參控股有限公司」，最早前身是楊永仁（前主席及首席執行官）於1989年在香港成立的「恒發行」。
主席為陸建明。業務在全球經營銷售加拿大種植參、美國野山花旗參、鮑魚、花膠、冬蟲草等乾貨產品。
該股份在2014年6月27日於港交所主板上市。招股價為1.44至1.98港元，發售5億股，集資額為7.2億港元，其中約70%用作提高集團的購買能力，及擴大於種植參及野山參批發市場的市場份額。最終招股定價為1.98港元。
該公司於2014年財政年度股東應佔溢利有2億多港元，每股基本盈利11.68港仙。2015年5月，每股1拆10。
2016年1月28日，該公司股價突然急跌9成多，股份隨即暫停交易（停牌），停牌前股價0.034港元，2月初股份恢復買賣。
2016年2月，恒發洋參與晶芯科技主席陸建明訂立協議，後者同意以每股0.01港元的價格購入312億股恒發洋參股票，認購事項完成後陸建明將持有恒發洋參超過50%股權。2016年5月，恒發洋參舉行股東特別大會，批准向陸建明配售新股。

## 外部連結
- hangfatg.com （页面存档备份，存于）